# Vittorio Grilli
Vittorio Umberto Grilli (ur. 19 maja 1957 w Mediolanie) – włoski ekonomista, wykładowca akademicki i urzędnik państwowy, od 2012 do 2013 minister gospodarki i finansów w rządzie Mario Montiego.

## Życiorys
Ukończył studia z zakresu ekonomii i nauk społecznych na Uniwersytecie Bocconiego. Kształcił się następnie na Uniwersytecie w Rochesterze, gdzie uzyskał doktorat. W latach 1986–1990 był wykładowcą ekonomii na Uniwersytecie Yale, następnie do 1994 uczył w Birkbeck College (Uniwersytet Londyński).
W 1993 rozpoczął pracę w Ministerstwie Gospodarki i Finansów jako członek rady ekspertów, od 1994 do 2000 pełnił funkcję dyrektora generalnego ds. analiz finansowych i ekonomicznych. Następnie do 2002 był zatrudniony w sektorze prywatnym jako dyrektor zarządzający banku inwestycyjnego Credit Suisse First Boston w Londynie. W 2002 wrócił do administracji rządowej, kierował departamentem rachunkowym (do 2005) i departamentem skarbu (do 2011). Był powoływany w skład organów zarządzających, nadzorczych i doradczych różnych instytucji i przedsiębiorstw (Alitalia, Enel, Europejski Bank Inwestycyjny i inne). W marcu 2009 został wiceprzewodniczącym Komitetu Ekonomicznego i Finansowego Unii Europejskiej, od marca 2011 do stycznia 2012 przewodniczył tej instytucji.
W listopadzie 2011 objął stanowisko wiceministra gospodarki i finansów. W lipcu 2012 na urzędzie ministra tego resortu zastąpił Mario Montiego. Zakończył urzędowanie 28 kwietnia 2013.
Odznaczony m.in. Orderem Zasługi Republiki Włoskiej w klasach Komandor (1995), Wielki Oficer (1999) i Kawaler Krzyża Wielkiego (2011).